# Vârșolț
Vârșolț là một xã thuộc hạt Sălaj, România. Dân số thời điểm năm 2002 là 2458 người.